# Rancho Nuevo de Yóstiro
Rancho Nuevo de Yóstiro es una localidad del estado mexicano de Guanajuato. Es parte del municipio de Irapuato.

## Demografía
| Gráfica de evolución demográfica |
|                                  |

| Censo | Población |
| ----- | --------- |
| 1980  | 548       |
| 1990  | 790       |
| 2000  | 853       |
| 2010  | 995       |
| 2020  | 1 046     |